# Saison 10 de Joséphine, ange gardien
 (août 2018).
Si vous disposez d'ouvrages ou d'articles de référence ou si vous connaissez des sites web de qualité traitant du thème abordé ici, merci de compléter l'article en donnant les références utiles à sa vérifiabilité et en les liant à la section « Notes et références ».
Chronologie
Saison 9 Saison 11
Cet article présente les épisodes de la dixième saison de la série télévisée Joséphine, ange gardien.

## Liste des épisodes

### Épisode 1:La Couleur de l'amour
Scénariste :
- Florence Philipponnat

Réalisateur :
- Laurent Lévy

Diffusion :
- 20 février 2006 sur TF1

Audience :
- 8,07 millions de téléspectateurs (30,8 %)

Distribution :
- Mimie Mathy : Joséphine
- Philippe Caroit : Thomas
- Esse Lawson : Aminata
- Geneviève Mnich : Claudine
- Jean-Roch Pirot : Adrien
- Laurent Olmedo : Daniel
- Jean-François Gallotte : Gilles
- Elodie Frenck : Elodie
- Sylvie Le Brigant : Mme le Maire
- Nathalie Dorval : Nathalie
- Léa Gabriele : Muriel
- Jean-Pierre Malignon : Le gendarme
- Gary Assly : Serge
- Isaac Kounde : Malick
- Guy Amram : Le garagiste
- Charles Ardillon : Francis
- Emilie Caen : La femme-médecin
- Antony Dupuis : Kévin
- Gunther Jungbluth-Poirier : Pierre
- Michel Melki : Le chauffeur de bus

Résumé : Joséphine vient en aide à Thomas pour lui ouvrir les yeux sur la façon dont sa mère et ses amis traitent Aminata, la femme qu'il va épouser. Aminata est en effet africaine, et l'entourage de Thomas est réfractaire à sa présence...
Profession de l’épisode : Joséphine est aide à la ferme.

### Épisode 2:De toute urgence!
Scénariste :
- Gioacchino Campanella

Réalisateur :
- Vincent Monnet

Diffusion :
- 10 avril 2006 sur TF1

Audience :
- 7,84 millions de téléspectateurs (30,1 %)

Distribution :
- Mimie Mathy : Joséphine
- Xavier Deluc : Bertrand Gavalda
- Catherine Wilkening : Jeanne Poirel
- Delphine Serina : Rébecca Rubin
- Eric Poulain : Marc
- Thomas De Sambi : Frédéric Gavalda
- Marianne Epin : Florence
- Grégory Quidel : Henri
- Loïc Houdre : Antoine
- Carole Franck : L'épouse d'Antoine
- Éric Viellard : L'entraîneur de Frédéric
- Nathalie Villeneuve : Valérie
- Dodine Herry-Grimaldi : Louise
- Nathalie Blanc : Marie Luce
- Nelly Alard : La mère d'Eric
- Linda Bouhenni : Lise
- Arthur Jacquin : Eric
- Emmanuelle Galabru : Sophie
- Marie Vernalde : La maman d'Adrien
- Steve Campos : Adrien
- Claude Brecourt : Le pédiatre
- Alain Rimoux : Le directeur de l'hôpital
- Hugo Droz : L'ado à la prise de sang
- Cécile Gabriel : Myriam
- Melvin Mebarki : Raphaël
- Roshane Goevelinger : Emmanuelle

Résumé : Joséphine vient en aide à Bertrand pour le faire sortir des urgences dont il enchaîne les gardes et gère le service, sans savoir déléguer. Elle va aussi lui montrer que sa compagne Rebecca ne l'aime pas, à l'inverse de Jeanne, son ancienne copine de fac.
Profession de l’épisode : Joséphine est puéricultrice dans un hôpital.

### Épisode 3:Un passé pour l'avenir
Scénariste :
- Marie-Hélène Saller

Réalisateur :
- Philippe Monnier

Diffusion :
- 29 mai 2006 sur TF1

Audience :
- 8,84 millions de téléspectateurs (34,7 %)

Distribution :
- Mimie Mathy : Joséphine
- Audrey Dana : Nina Lafon
- Jean-Philippe Beche : Paul Lafon, le mari de Nina
- Christian Sinniger : Bruno Lafon
- Annie Gregorio : Martine Teyssier, la mère de Nina, vendeuse en boulangerie
- Bruno Abraham-Kremer : Rémi Teyssier, le père de Nina, boulanger
- Anne Jacquemin : Camille Catinel, professeur de dessin
- Rébecca Stella : Charlène Catinel, la fille de Camille
- Nicolas Marié : Xavier Catinel, le mari de Camille
- Jacques Brunet : Bruzard
- Blandine Metayer : La femme de Bruzard
- Jean-Marie Fonbonne : Le professeur Delbos
- Sylvie Guichenuy : La sage femme
- Silvie Laguna : La pharmacienne
- Charlotte Matzneff : La jeune maman
- Christine Paolini : L'infirmière
- Anne Plumet : La responsable C.N.A.O.P.
- Roger Trapp : Le gardien
- Stéphanie Vicat : Le médecin de Rémi
- Gaëlle Villien : La secrétaire de Renaud
- Louise Vincent : La dame âgée
- et Bruno Raffaelli, Sociétaire de la Comédie Française : Renaud

Résumé : Joséphine vient en aide à Nina, qui essaie depuis deux ans d'avoir un enfant avec son mari Paul sans succès. L’ange gardien va découvrir le secret de famille en cause de son blocage psychologique.
Profession de l’épisode : Joséphine est boulangère.

### Épisode 4:Coupée du monde
Scénariste :
- Hélène Woillot

Réalisateur :
- Vincent Monnet

Diffusion :
- 9 octobre 2006 sur TF1

Audience :
- 8,34 millions de téléspectateurs (32,0 %)

Distribution :
- Mimie Mathy : Joséphine
- Hélène Vincent : Geneviève Beaumont
- Caroline Maillard : Lise Barnier
- Yann Babilée Keogh : Lucas
- Zoé Duthion : Prune Barnier
- Jenny Bellay : Amélie
- Fabrice Bagni : le chauffeur de taxi
- Dodine Herry-Grimaldi : Lorène Bacq
- Gabrielle Bonacini : la permanente de la réinsertion
- Benjamin Cohen : le pote de l'agression
- Malcolm Conrath : Martin Barnier
- Zazie Delem : la collègue Véro
- Caroline Frossard : la femme décolletée
- Sophie Gourdin : l'employée du centre
- Frédéric Hulné : le patron de la boutique
- Arsène Jiroyan : le gendarme
- Philippe Kerjean : l'employé de la file d'attente
- Patrick Mazet : l'employé du futon
- Diane Pierens : la patronne du magasin
- Louis Salkind : le gamin de l'agression
- Philippe Soutan : l'homme du SAMU social

Résumé : Joséphine vient en aide à Geneviève Beaumont, une SDF, pour qu'elle s'en sorte et pour que sa famille renoue avec elle.
Profession de l’épisode : Joséphine est sans domicile fixe.

### Épisode 5:Remue-ménage
Scénariste :
- Gilles Vernet

Réalisateur :
- Laurent Lévy

Diffusion :
- 4 décembre 2006 sur TF1

Audience :
- 9,36 millions de téléspectateurs (36,9 %)

Distribution :
- Mimie Mathy : Joséphine
- Macha Méril : Tania Fournier
- Arthur Dupont : Maxime Malot, le fils du propriétaire et le voisin du dessus de Tania
- Marion Corrales : Anna, la jeune voisine
- Bernard Bloch : M. Malot, le propriétaire de l’immeuble
- Dimitri Rataud : Guérin, l’homme de main de Malot
- Guilaine Londez : Jacqueline Pinel, locataire du rez-de-chaussée gauche et voisine de palier de Tania
- Abbès Zahmani : André Pinel, locataire du rez-de-chaussée gauche et voisin de palier de Tania
- Pierre Forest : Alexandre Lamark, ancien élève de Tania
- Nicolas Moreau : François
- Mathilde Lebrequier : Nathalie
- Gérard Renault : Pedro
- Emilie Deville : La secrétaire
- Gary Assly : L'expert
- Sylvie Degryse : La journaliste
- Nicolas Jouhet : Le médecin
- Luc Palun : Le pharmacien
- Isabelle Tanakil : La directrice
- Jean-Pierre Granet : L'investisseur
- Diane Stolojan : L'investisseuse
- Murielle Martinelli : L'assistante
- Fabian Richard : Le chanteur
- Alex Waltz : Le voiturier

Résumé : Joséphine vient en aide à Tania, une ancienne chanteuse qui habite un vieil immeuble vétuste dont  tous les locataires sont menacés d’expulsion. Elle prend en grippe son voisin du dessus : un apprenti chanteur qui n’est autre que le fils du propriétaire. L’ange gardien devra déjouer les complots de Malot et redonner à Tania le goût de la vie.
Profession de l’épisode : Joséphine est aide ménagère municipale.

### Épisode 6:L'Ange des casernes
Scénariste :
- Anita Rees

Réalisateur :
- Luc Goldenberg

Diffusion :
- 5 mars 2007 sur TF1

Audiences :
- 11,15 millions de téléspectateurs (43,2 %)[1]

Distribution :
- Mimie Mathy : Joséphine
- Katty Loisel : Camille Garnier
- Richaud Valls : Adjudant Franck Müller, le supérieur et l’ex de Camille
- François-Régis Marchasson : Tardieu
- Thierry Ragueneau : Perez
- Stéphane Boucher : M. Garnier, le père de Camille
- Isabelle Leprince : Mme Garnier, la mère de Camille
- Renaud Cestre : Victor
- François Duval : Major Faucheux
- Mia Delmae : Gaëlle
- Stana Roumillac : Laëtitia
- Anne Bellec : La grand-mère
- Thierry Nenez : Le psychiatre
- Julien Covain : Jérôme
- Samir Djama : Ahmed
- Frédéric Baumont : L'EVAT bienveillant
- Thierry d'Armor : Le soldat de l'autre unité
- Pomme Goldenberg : Le médecin
- Franck Mercier : Le soldat de l'atelier 1
- Frédéric Pieters : Le soldat de l'atelier 2
- Matyas Simon : Le soldat insultant

Résumé : Joséphine vient en aide à Camille, une jeune fille de 18 ans qui est EVAT (Engagé Volontaire de l'Armée de Terre) à l'insu de ses parents qui pensent qu'elle est au Royaume-Uni pour un stage. Elle a bien l'intention de rester dans l'armée, mais son supérieur fait tout pour l'en dissuader, allant même jusqu'à la mettre en danger pendant les exercices.
Commentaires : Dans cet épisode, le colonel Tardieu amoureux de Joséphine est joué par François-Régis Marchasson, qui jouait déjà Baltus dans Pour l'amour d'un ange, le seul humain dont l'ange gardien ait partagé les sentiments.
Durant la soirée dédiée au soldat Müller, on peut entendre la chanson ‘’Rêver rêver’’ issue de l'épisode précédent, ‘’Remue-ménage’’.
C'est la plus grosse audience historique de la série avec précisément 11 155 940 millions de téléspectateurs.